# Georg Nettelmann
Georg Nettelmann (auch George Nettelmann, * 20. Januar 1902 in Hannover; † 17. Oktober 1988 ebenda) war ein deutscher Jazz- und Unterhaltungsmusiker (Piano, Violine) und Orchesterleiter. 

## Leben und Wirken
Nettelmann leitete nach einer Ausbildung am Konservatorium Brune-Evers seiner Heimatstadt und ersten Engagements 1924 in Hannover The Wembley Band, mit der er in der Roten Mühle auftrat; es handelte sich um die erste Jazzband der Stadt. Auch wirkte er als Pianist bei der Musik des Films Gold (1934, Regie: Kurt Hartl) mit. 1929 erschien die Schallplatte „Je länger ich dich anseh', je lieber hab' ich dich!“ (mit Willy Rosen). In den 1930er-Jahren leitete er in Berlin ein Tanzorchester, das ein Engagement im Europa-Pavillon hatte und in seinem Repertoire teilweise Swing-orientiert war. Außerdem nahm mit seiner Band in den 1930er-Jahren für das Plattenlabel Kristall Schallplatten auf mit Schlagern und Tanzmusik-Nummern wie „Mach die Augen zu, Baby“ (#3230), „Wer weint heut aus Liebe Tränen“ (#3229), „Ich frag Madam', wann kommen wir zusamm“ (#3229, alle mit Walter Jurmann, Refraingesang), „Ich weiss nicht, wie ich dir's sagen soll“ (#3240, mit Kurt Mühlhardt), „Arabella“  (#3228) und „Ich pfeif’ heut nacht“ (Gloria 41268, mit Wilfried Sommer meist populäre Titel aus Musikfilmen der Zeit. In den Kriegsjahren gehörte das Nettelmann-Orchester – neben den Bigbands von Kurt Widmann und Erhard Bauschke – zu den wenigen überlebenden Bigbands im Nazideutschland.

## Lexikalische Einträge
- Jürgen Wölfer: Jazz in Deutschland. Das Lexikon. Alle Musiker und Plattenfirmen von 1920 bis heute. Hannibal, Höfen 2008, ISBN 978-3-85445-274-4.